# Diecezja Kilwa-Kasenga
Diecezja Kilwa-Kasenga – diecezja rzymskokatolicka  w Demokratycznej Republice Konga. Powstała w 1948 jako prefektura apostolska  Lac Moero. W 1962 promowana jako diecezja Kilwa. Pod obecną nazwą od 1977.

## Biskupi diecezjalni
- Biskupi  Kilwa–Kasenga 
  - Bp Désiré Lenge Mukwenye (od 2024)
  - Bp Fulgence Muteba (2005 – 2021)
  - Bp Jean-Pierre Tafunga, S.D.B. (1992 – 2002)
  - Bp Dominique Kimpinde Amando (1980 – 1989)
  - Bp André Ilunga Kaseba (1975– 1979)
- Biskupi Kilwa 
  - Bp Joseph Alain Leroy, O.F.M. (1962– 1975)
- Prefekci apostolscy  Lac Moero 
  - O. Jean François Waterschoot, O.F.M. (1948 – 1962)